# Scharten (Altenmarkt an der Alz)
Scharten ist ein Gemeindeteil von Altenmarkt an der Alz im oberbayerischen Landkreis Traunstein. Die Einöde liegt circa zweieinhalb Kilometer westlich von Altenmarkt und ist über die Bundesstraße 304 zu erreichen.

## Bevölkerungsentwicklung
| Jahr      | 1871 | 1925 | 1950 | 1970 | 1987 |
| Einwohner | 15   | 15   | 20   | 9    | 7    |

## Baudenkmäler
Siehe: Liste der Baudenkmäler in Scharten